# Serafín Ferro
Pour les articles homonymes, voir Ferro.
Serafín Fernández Ferro, plus connu sous le nom de Serafín Ferro, né en 1912 dans le quartier de Monelos, à La Corogne et mort en exil au Mexique en 1957, est un acteur espagnol lié à la Génération de 27.
Il joue notamment dans Espoir, sierra de Teruel d'André Malraux et de Boris Peskine.

## Biographie
La première période de sa vie reste mystérieuse. Il est proche de la CNT et s'installe à Madrid au début des années 30, où il fréquente le groupe de la Résidence d'étudiants de Madrid, comme en témoignent les dessins de José Moreno Villa et de Ramón Gaya.
Il se lie avec Federico García Lorca ainsi qu'avec le couple de diplomates Carlos Morla Lynch et Bebé Vicuña. Il prend part au club littéraire de ces derniers, où participent notamment Rafael Alberti, Maria Teresa León, Jorge Guillén, José Bergamín, Vicente Aleixandre, Luis Rosales, Pedro Salinas, Eugenio d'Ors, Salvador de Madariaga, ainsi que les intellectuels chiliens Pablo Neruda et sa compagne Delia del Carril, Vicente Huidobro et la féministe Gabriela Mistral.
Figure également dans ce groupe le poète Luis Cernuda, qui tombe amoureux de lui. Ils vivent ensemble de 1931 au printemps de 1932 et cette relation sentimentale inspire au poète le célèbre recueil Donde habite el olvido publié en 1934.
Ferro travaille à cette époque dans l'imprimerie du couple de poètes Concha Méndez et Manuel Altolaguirre. Il revient néanmoins à La Corogne pour diriger la troupe Keltya qui joue des pièces de William Butler Yeats et d'Álvaro de las Casas. C'est à cette époque qu'il rencontre le journaliste républicain Eduardo Blanco Amor.
En 1936, au début de la guerre d'Espagne, il s'enrôle dans la Légion Espagnole avant de déserter et de rejoindre la République. La guerre l'amène à Barcelone, avec le grade de lieutenant. Il écrit des articles pour Nova Galiza, la revue des écrivains galiciens du parti républicain, et dans Hora de España.
En 1939, André Malraux le choisit pour jouer dans la version cinématographique de L'Espoir, à laquelle participent, entre autres, l'écrivain Max Aub et le compositeur Darius Milhaud.
Il meurt en exil, au Mexique, de la tuberculose.

## Filmographie
- Espoir, sierra de Teruel, d'André Malraux et de Boris Peskine, réalisé en 1938-39, et sorti en 1940[10].